# Andreas Granqvist
Andreas Granqvist (sinh ngày 16 tháng 5 năm 1985) là một cựu cầu thủ bóng đá người Thụy Điển chơi ở vị trí trung vệ. Anh hiện là giám đốc thể thao của Helsingborgs IF.
Bắt đầu sự nghiệp của mình với Helsingborgs IF vào giữa những năm 2000, anh tiếp tục chơi cho các câu lạc bộ ở Anh, Hà Lan, Ý và Nga trước khi giải nghệ tại Helsingborg vào năm 2021.
Là cầu thủ quốc tế chính thức từ năm 2006 đến năm 2021, anh ấy đã có 88 lần khoác áo đội tuyển quốc gia Thụy Điển và đại diện cho đất nước của mình tại bốn giải vô địch châu Âu của UEFA cũng như FIFA World Cup 2018. Anh ấy là đội trưởng đội tuyển quốc gia từ năm 2016 đến năm 2021. Tuy nhiên, do chấn thương, anh ấy đã chơi trận đấu quốc tế cuối cùng vào năm 2019.
Anh ấy đã được trao giải Guldbollen (Quả bóng vàng), được trao cho cầu thủ Thụy Điển của năm, vào năm 2017.

## Sự nghiệp câu lạc bộ
Sinh ra ở Påarp , Granqvist bắt đầu sự nghiệp của mình với câu lạc bộ địa phương của mình, Påarps GIF. Sau đó anh chuyển đến Helsingborgs IF và có trận ra mắt ở Allsvenskan năm 2004. Hai năm sau, anh là đội trưởng của đội, khi câu lạc bộ giành được danh hiệu Cúp Thụy Điển lần thứ ba , đánh bại Gefle IF với tỷ số 2–0. Đội Helsingborg chiến thắng còn có các cầu thủ Thụy Điển Henrik Larsson và Andreas Jakobsson cũng như cựu thủ môn người Hibernian, Daniel Andersson.
Vào tháng 1 năm 2007, anh hoàn tất hợp đồng cho mượn tới Wigan Athletic với mục tiêu ký hợp đồng vĩnh viễn vào mùa hè. Vào ngày 19 tháng 6 năm 2007, anh ký hợp đồng hai năm với Wigan, với mức phí được báo cáo là khoảng £ 750,000. Vào ngày 12 tháng 3 năm 2008, anh trở lại Helsingborg theo hợp đồng cho mượn đến cuối mùa giải Anh vào tháng Sáu.
Vào ngày 9 tháng 7 năm 2008, Granqvist ký hợp đồng bốn năm với câu lạc bộ Hà Lan, Groningen, với việc Wigan trả mức phí khoảng 600.000 bảng. Vào ngày 13 tháng 9 năm 2008, anh ghi bàn sau khi chạy một mình 65 mét, một chiến tích đáng chú ý, mà anh đã đạt được một lần nữa trong trận đấu cuối cùng của mùa giải chính thức vào ngày 10 tháng 5 năm 2009.
Vào ngày 15 tháng 6 năm 2011, Groningen bán Granqvist cho Genoa với giá 2 triệu euro. Tuyển thủ Thụy Điển đã ký hợp đồng 4 năm với câu lạc bộ Ý. 

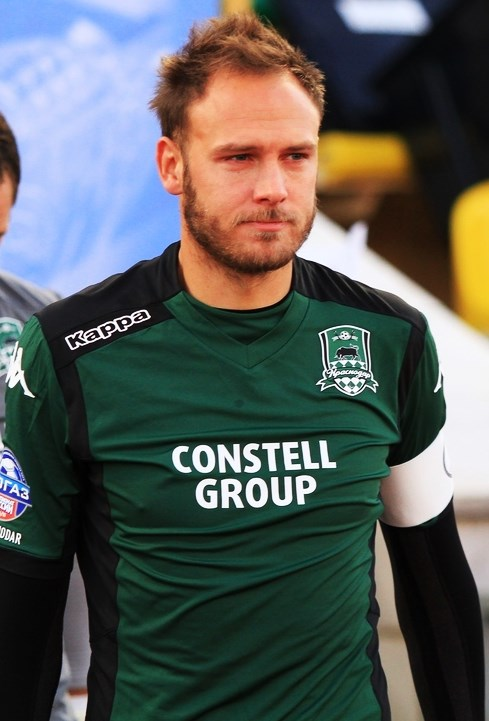
Granqvist xếp hàng cho Krasnodar năm 2014.

Vào ngày 16 tháng 8 năm 2013, Granqvist chuyển từ Genoa đến đội bóng Krasnodar của giải Ngoại hạng Nga.
Vào ngày 28 tháng 1 năm 2018, có thông báo rằng Granqvist sẽ trở lại Helsingborgs IF sau World Cup. Anh ấy sẽ gia nhập câu lạc bộ theo hợp đồng cầu thủ có thời hạn 3,5 năm, sau đó là nhiệm kỳ ba năm với tư cách là giám đốc thể thao của câu lạc bộ. Anh chính thức chơi trận chia tay Krasnodar vào ngày 13 tháng 5 năm 2018.

## Sự nghiệp quốc tế

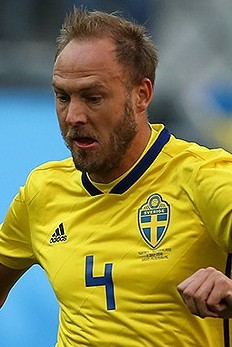
Granqvist thi đấu cho Thụy Điển tại FIFA World Cup 2018.

Granqvist đã chơi cho đội tuyển quốc gia Thụy Điển, và vào tháng 5 năm 2008, anh được đưa vào danh sách 23 cầu thủ của Thụy Điển tham dự VCK Euro 2008. Tuy nhiên, anh ấy là dự bị không được sử dụng trong cả ba trận đấu của Thụy Điển. Năm 2011, chơi trong trận chung kết Giải bóng đá quốc tế Síp, nhưng Thụy Điển để thua Ukraine. Vào ngày 6 tháng 7 năm 2016 Granqvist được bổ nhiệm làm đội trưởng của Thụy Điển bởi người quản lý mới Janne Andersson. Granqvist kế nhiệm Zlatan Ibrahimović sau khi cầu thủ này từ giã đội tuyển quốc gia sau VCK Euro 2016.
Vào tháng 5 năm 2018, anh có tên trong danh sách 23 cầu thủ Thụy Điển tham dự FIFA World Cup 2018 tại Nga. Anh ấy là đội trưởng của đội tuyển trong trận đấu mở màn World Cup với Hàn Quốc vào ngày 18 tháng 6 năm 2018. Trong suốt trận đấu, anh ấy đã đưa ra một số đường bóng dài trên đầu gây ra mối đe dọa cho các hậu vệ Hàn Quốc. Ở phút 65, anh ghi bàn thắng duy nhất của trận đấu, bình tĩnh dứt điểm từ chấm phạt đền. Anh ấy đã được trao giải Cầu thủ xuất sắc nhất trận đấu. Chín ngày sau, anh ghi một quả phạt đền khác, bàn thắng thứ hai trong chiến thắng 3–0 trước México, đồng nghĩa với việc Thụy Điển đủ điều kiện vào vòng tiếp theo và đứng đầu bảng. Nhìn chung, Granqvist đã chơi trọn vẹn 90 phút trong tất cả các trận đấu cho Thụy Điển tại giải đấu khi họ bị loại bởi Anh trong trận tứ kết.
Granqvist được đưa vào danh sách 26 người của Thụy Điển tham dự VCK Euro 2020 (hoãn sang năm 2021 vì COVID-19) và một lần nữa được mang băng đội trưởng. Sau giải đấu, anh chính thức chia tay đội tuyển quốc gia.

## Thống kê sự nghiệp

### Câu lạc bộ
| Câu lạc bộ             | Mùa giải            | Giải vô địch | Giải vô địch | Cúp  | Cúp | Châu Âu | Châu Âu | Tổng cộng | Tổng cộng |
| Câu lạc bộ             | Mùa giải            | Trận         | Bàn          | Trận | Bàn | Trận    | Bàn     | Trận      | Bàn       |
| ---------------------- | ------------------- | ------------ | ------------ | ---- | --- | ------- | ------- | --------- | --------- |
| Helsingborgs IF        | 2005                | 26           | 1            | 0    | 0   | —       | —       | 26        | 1         |
| Helsingborgs IF        | 2006                | 25           | 0            | 0    | 0   | —       | —       | 25        | 0         |
| Helsingborgs IF        | Tổng cộng           | 51           | 1            | 0    | 0   | —       | —       | 51        | 1         |
| Wigan Athletic (mượn)  | 2006–07             | 0            | 0            | 1    | 0   | —       | —       | 1         | 0         |
| Wigan Athletic         | 2007–08             | 14           | 0            | 2    | 0   | —       | —       | 16        | 0         |
| Helsingborgs IF (mượn) | 2008                | 11           | 1            | 0    | 0   | —       | —       | 11        | 1         |
| Groningen              | 2008–09             | 36           | 4            | 3    | 1   | —       | —       | 39        | 5         |
| Groningen              | 2009–10             | 34           | 6            | 3    | 1   | —       | —       | 37        | 7         |
| Groningen              | 2010–11             | 36           | 11           | 4    | 1   | —       | —       | 40        | 12        |
| Groningen              | Tổng cộng           | 106          | 21           | 10   | 3   | —       | —       | 116       | 24        |
| Genoa                  | 2011–12             | 28           | 1            | 2    | 0   | —       | —       | 30        | 1         |
| Genoa                  | 2012–13             | 35           | 1            | 1    | 0   | —       | —       | 36        | 1         |
| Genoa                  | Tổng cộng           | 63           | 2            | 3    | 0   | —       | —       | 66        | 2         |
| Krasnodar              | 2013–14             | 20           | 1            | 3    | 0   | —       | —       | 23        | 1         |
| Krasnodar              | 2014–15             | 27           | 0            | 2    | 0   | 9       | 1       | 38        | 1         |
| Krasnodar              | 2015–16             | 29           | 1            | 3    | 1   | 12      | 1       | 44        | 3         |
| Krasnodar              | 2016–17             | 29           | 0            | 2    | 2   | 12      | 0       | 43        | 2         |
| Krasnodar              | 2017–18             | 29           | 1            | 0    | 0   | 4       | 1       | 33        | 2         |
| Krasnodar              | Tổng cộng           | 134          | 3            | 10   | 3   | 37      | 3       | 181       | 10        |
| Helsingborgs IF        | 2018                | 15           | 2            | 0    | 0   | —       | —       | 15        | 2         |
| Helsingborgs IF        | 2019                | 22           | 0            | 0    | 0   | —       | —       | 22        | 0         |
| Helsingborgs IF        | 2020                | 1            | 0            | 0    | 0   | —       | —       | 1         | 0         |
| Helsingborgs IF        | 2021                | 5            | 0            | 0    | 0   | —       | —       | 5         | 0         |
| Helsingborgs IF        | Tổng cộng           | 43           | 2            | 0    | 0   | —       | —       | 43        | 2         |
| Tổng cộng sự nghiệp    | Tổng cộng sự nghiệp | 422          | 30           | 26   | 6   | 37      | 3       | 485       | 39        |

1. ↑  1 lần ra sân tại FA Cup, 1 lần ra sân tại League Cup
2. 1 2 3 4  Ra sân tại UEFA Europa League

### Quốc tế
| Đội tuyển quốc gia | Năm  | Trận | Bàn |
| ------------------ | ---- | ---- | --- |
| Thụy Điển          |      |      |     |
| 2006               | 1    | 0    |     |
| 2007               | 1    | 0    |     |
| 2008               | 2    | 0    |     |
| 2009               | 1    | 0    |     |
| 2010               | 4    | 2    |     |
| 2011               | 6    | 0    |     |
| 2012               | 12   | 0    |     |
| 2013               | 5    | 0    |     |
| 2014               | 8    | 0    |     |
| 2015               | 8    | 0    |     |
| 2016               | 12   | 1    |     |
| 2017               | 9    | 3    |     |
| 2018               | 12   | 3    |     |
| 2019               | 7    | 0    |     |
| Tổng               | Tổng | 88   | 9   |

### Bàn thắng quốc tế
| #  | Ngày                 | Địa điểm                                         | Đối thủ    | Bàn thắng | Kết quả | Giải đấu                      |
| -- | -------------------- | ------------------------------------------------ | ---------- | --------- | ------- | ----------------------------- |
| 1. | 7 tháng 9 năm 2010   | Malmö, Thụy Điển                                 | San Marino | 4–0       | 6–0     | Vòng loại UEFA Euro 2012      |
| 2. | 12 tháng 10 năm 2010 | Amsterdam Arena, Amsterdam, Hà Lan               | Hà Lan     | 1–4       | 1–4     | Vòng loại UEFA Euro 2012      |
| 3. | 24 tháng 3 năm 2016  | Antalya, Thổ Nhĩ Kỳ                              | Thổ Nhĩ Kỳ | 1–1       | 1–2     | Giao hữu                      |
| 4. | 3thánng 9 năm 2017   | Barysaw, Belarus                                 | Belarus    | 4–0       | 4–0     | Vòng loại FIFA World Cup 2018 |
| 5. | 7 tháng 10 năm 2017  | Solna, Thụy Điển                                 | Luxembourg | 1–0       | 8–0     | Vòng loại FIFA World Cup 2018 |
| 6. | 7 tháng 10 năm 2017  | Solna, Thụy Điển                                 | Luxembourg | 6–0       | 8–0     | Vòng loại FIFA World Cup 2018 |
| 7. | 18 tháng 6 năm 2018  | SVĐ Nizhny Novgorod, Nizhny Novgorod, Nga        | Hàn Quốc   | 1–0       | 1–0     | FIFA World Cup 2018           |
| 8. | 27 tháng 6 năm 2018  | SVĐ Trung tâm, Yekaterinburg, Nga                | México     | 2–0       | 3–0     | FIFA World Cup 2018           |
| 9. | 17 tháng 11 năm 2018 | Sân vận động Konya Büyükşehir, Konya, Thổ Nhĩ Kỳ | Thổ Nhĩ Kỳ | 1–0       | 1–0     | UEFA Nations League 2018–19   |

## Danh hiệu

### Câu lạc bộ

#### Helsingborgs IF
- Superettan: 2018
- Svenska Cupen: 2006

### Cá nhân
- Guldbollen: 2017
- Fotbollsgalan Best Defender: 2014, 2015, 2017, 2018
- FIFA World Cup Fantasy Team: 2018